# Servance-Miellin
Servance-Miellin – gmina we Francji, w regionie Burgundia-Franche-Comté, w departamencie Górna Saona. W 2013 roku liczba ludności wynosiła 867 mieszkańców.
Gmina została utworzona 1 stycznia 2017 roku z połączenia dwóch ówczesnych gmin: Servance oraz Miellin. Siedzibą gminy została miejscowość Servance.